# Base Vernadski

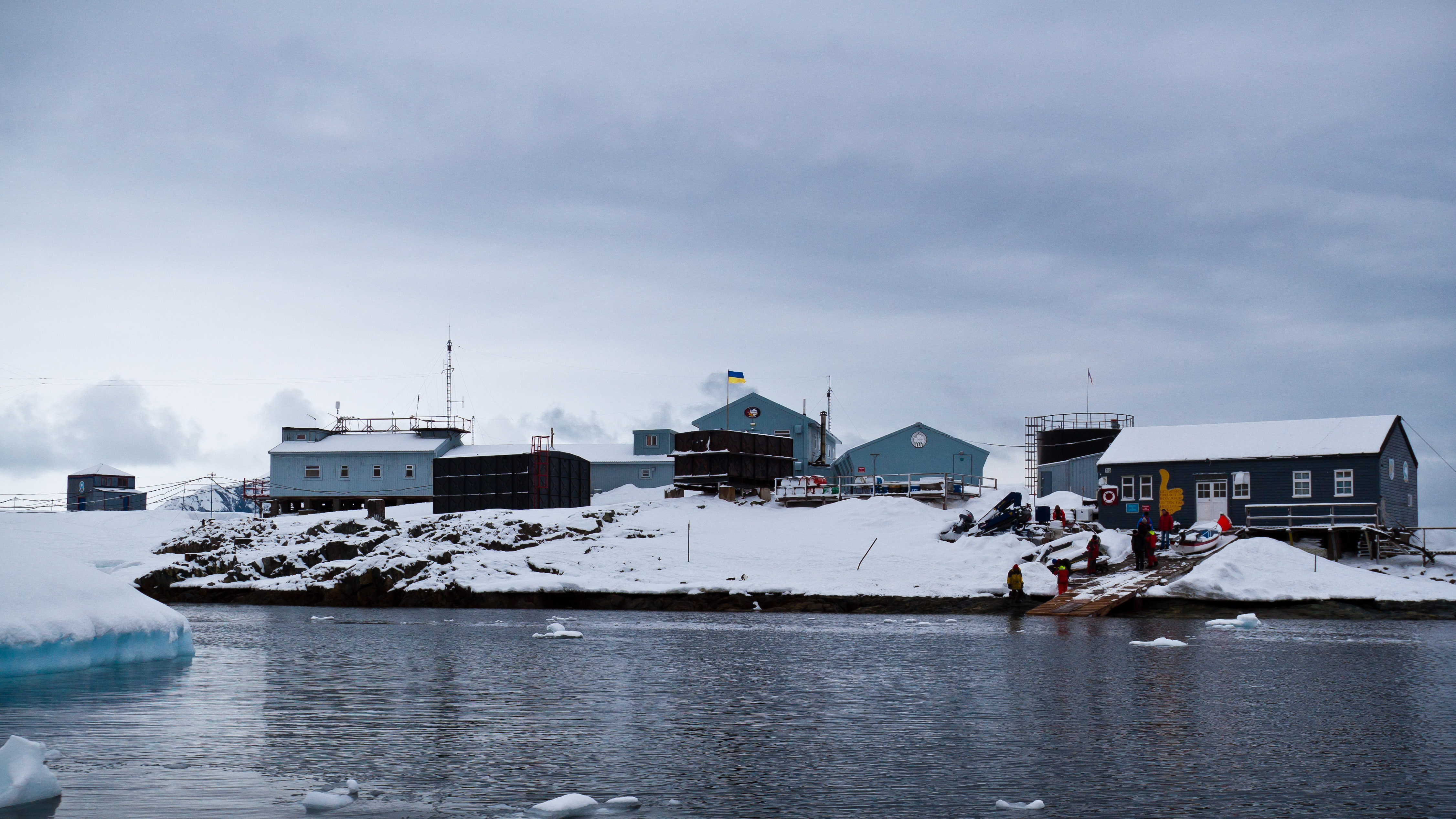
Base Vernadski.

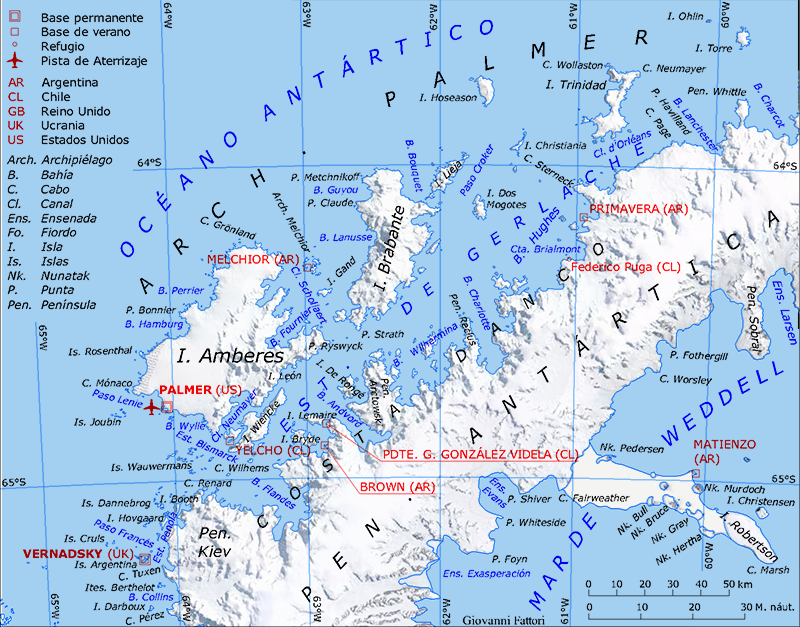
Mapa del sector donde se encuentra la base Vernadski (extremo inferior izquierdo). Base cartográfica: Antarctic Digital Database https://www.add.scar.org/

Akadémik Vernadski (en ucraniano: Академік Вернадський) es una estación de investigación de Ucrania en la Antártida ubicada en la punta Marina de la isla Galíndez del grupo de las islas Argentina del archipiélago Wilhelm. Previamente fue la Base Faraday (o Base F) del Reino Unido, que la transfirió a Ucrania el 6 de febrero de 1996. La ocupación británica de la base fue la más larga realizada por ese país en la Antártida, por 49 años y 31 días.

## Base F
La expedición británica a la Tierra de Graham de 1934-1936, liderada por John Rymill, instaló el 14 de febrero de 1935 una cabaña (Wordie House) en la isla Winter e invernó allí, efectuando un relevamiento biológico, geológico y cartográfico. La isla Galíndez fue cartografiada con exactitud por esta expedición. La cabaña fue abandonada el 17 de febrero de 1936.
El 7 de enero de 1947 el barco británico Trepassey del Falkland Islands Dependencies Survey buscó la cabaña de Rymill sin hallarla, presumiéndose que fue destruida por un tsunami en 1946, por lo que fue construida otra en el mismo lugar y con el mismo nombre e inaugurada el 9 de enero de 1947. 
La instalación fue denominada Base F - Argentine Islands y permaneció ocupada hasta su cierre el 30 de mayo de 1954 cuando fue transferida a una nueva cabaña en punta Marina de la isla Galíndez. Esta nueva base fue un observatorio importante durante el Año Geofísico Internacional de 1957/58. La Wordie House fue reocupada en 1960 debido a que el personal destinado a la Base T de la isla Adelaida no pudo llegar a esa base y debió pasar el invierno en ella.
La Base F en la isla Galíndez fue ampliada en febrero de 1954 y el edificio principal fue denominado Coronation House. Adicionalmente el personal de la base ocupó ocasionalmente el refugio de la Armada Argentina en la isla Petermann llamado Refugio Naval Groussac. Las investigaciones se centraron en geofísica, meteorología y estudios ionosféricos. Durante el Año Geofísico Internacional de 1957-1958 la base contribuyó con observaciones. En 1976 fue levantada una cruz simple en la isla Rasmussen en recuerdo Geoffrey H. Hargreaves, Michael A. Walker, y Graham J. Whitfield, que murieron cuando retornaban a la base de un ascenso al monte Peary en septiembre de 1976, sin que se hayan encontrado sus cuerpos.
El 15 de agosto de 1977 la Base "F" fue renombrada Station F — Faraday. Después de 30 años de ocupación como un observatorio geofísico, magnético, ionósferico, atmosférico y meteorológico, la Base Faraday fue reconstruida por el British Antarctic Survey en 1980, mejorando el alojamiento y modernizando la vida en la base. Otra cruz simple fue erigida en 1982 en la isla Petermann luego de que el 14 de agosto de ese año Ambrose C. Morgan, Kevin P. Ockleton, y John Coll murieran al romperse el hielo durante una travesía, sin que sus cuerpos se hayan recuperado.

## Wordie House

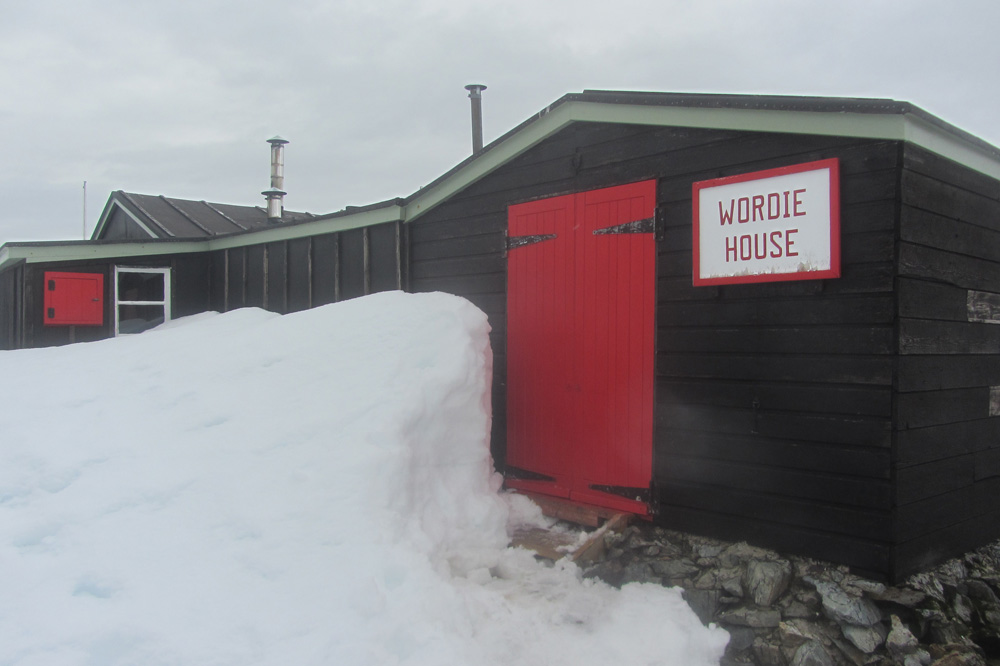
Wordie House en la isla Winter.

Para cumplir con el Protocolo al Tratado Antártico sobre Protección del Medio Ambiente, firmado el 4 de octubre de 1991 y ratificado por el Reino Unido el 14 de enero de 1998, que especifica que las bases abandonadas y sus sitios de trabajo deben ser desmantelados completamente, el BAS inspeccionó en 1994 sus bases cerradas, y como resultado en 1995 cuatro de esas bases fueron designadas como Sitios y Monumentos Históricos de la Antártida y preservadas; mientras que otras tres bases fueron transferidas a otros países. La Wordie House en isla Winter fue designada el 19 de mayo de 1995 a propuesta del Reino Unido como SMH 62: Base F Wordie House bajo el Tratado Antártico, mientras que las instalaciones en la isla Galíndez fueron vendidas a Ucrania.
La Wordie House está abierta al turismo en temporada estival y es manejada conjuntamente por el Reino Unido y Ucrania, bajo el control del comandante de la Base Vernadski.

## Base Vernadski

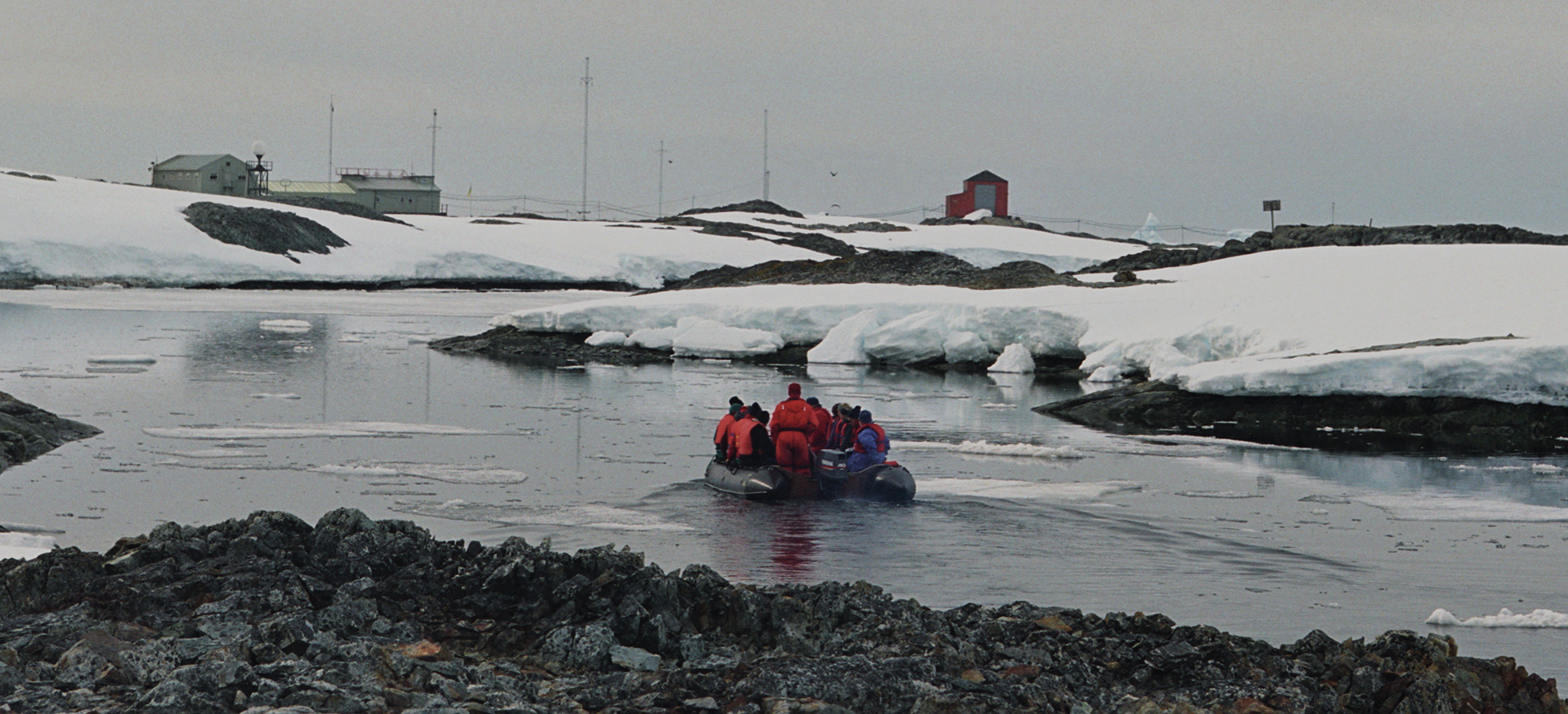
Estación antártica ucraniana Akadémik Vernadski, (en 2000).

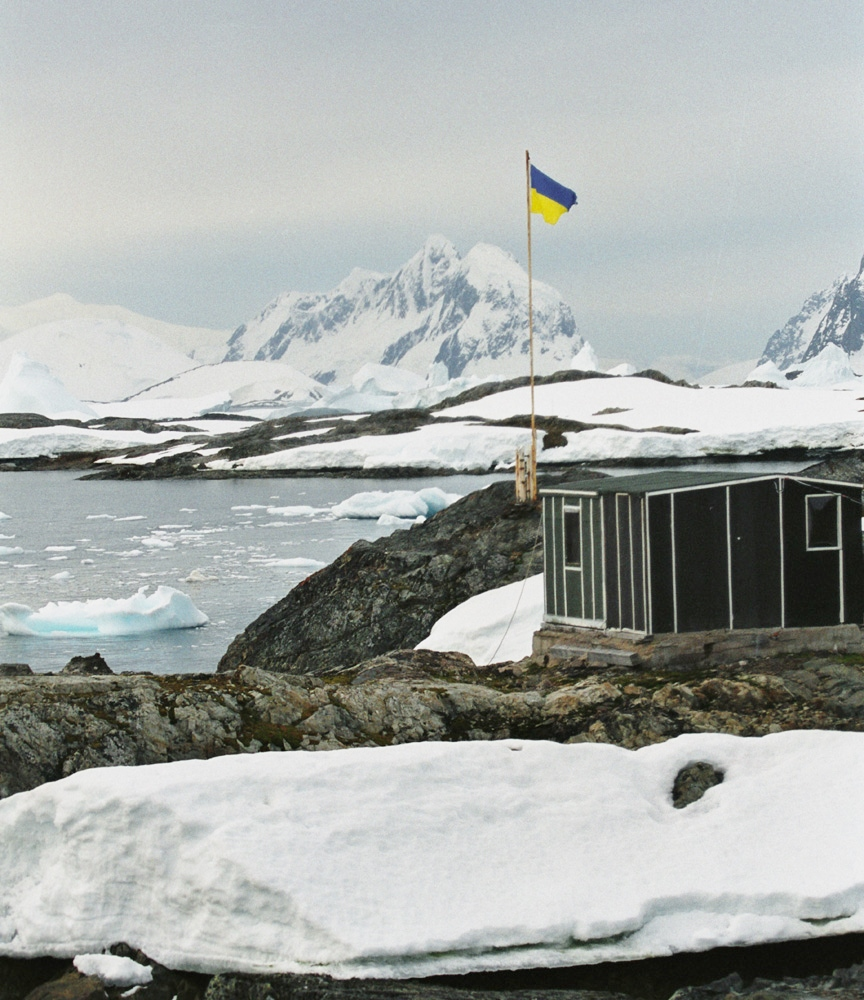
Akadémik Vernadski.

Tras la transferencia a Ucrania la Base F en la isla Galíndez por el precio simbólico de una libra esterlina el 6 de febrero de 1996, fue renombrada a Base Akadémik Vernadski. Es manejada por el Centro Científico Antártico Nacional de Ucrania.
La estación se compone de nueve edificios construidos sobre cimientos de piedra. Una ampliación realizada en 1961 en el extremo este de la cabaña proporcionó viviendas para 15 personas. Una ampliación de dos plantas ofrece dormitorios para 24 personas, una tienda de ropas, sala de calderas y una planta de ósmosis inversa en la planta baja. En la parte de arriba, hay una sala de estar, biblioteca, comedor y cocina. 
En la parte antigua del edificio están ahora la mayoría de los laboratorios y salas de trabajo, junto con la cirugía y baños. El generador fue construido en 1978-79, el antiguo ahora se usa para conservar alimentos congelados y un taller de carpintería. Otros edificios incluyen dos construcciones no magnéticas, un cobertizo de lanzamiento de globos (ahora garaje para moto de nieve), y un almacén general. Además tienen un pub inglés que lo dejaron intacto.

## Refugio Rasmussen
Asociado a la base Faraday se halla el refugio llamado Rasmussen Hut o Rasmussen Point 65°15′S 64°06′O / -65.250, -64.100 en la isla Rasmussen, que fue comenzado a construir el 29 de marzo de 1984, terminado a principios de 1985, y ocasionalmente ocupado en marzo de 1986 y en febrero de 1996, cuando fue cerrado. Ocasionalmente es usado por personal ucraniano.

## Capilla San Vladimir
La capilla San Vladimir (nombre completo: Gran Príncipe San Vladimir, Igual a los Apóstoles) es una pequeña capilla de la Iglesia ortodoxa de Ucrania que sirve a los files ortodoxos de la Base Vernadski. La capilla es una construcción simple de madera, construida en 2011. Su creación fue financiada por filántropos y fue consagrada por el arzobispo ortodoxo de Leópolis en Ucrania. A pesar de su pequeño tamaño, la capilla está ricamente decorada e incluye un ícono de san Nicolás.